# Andreas Streit

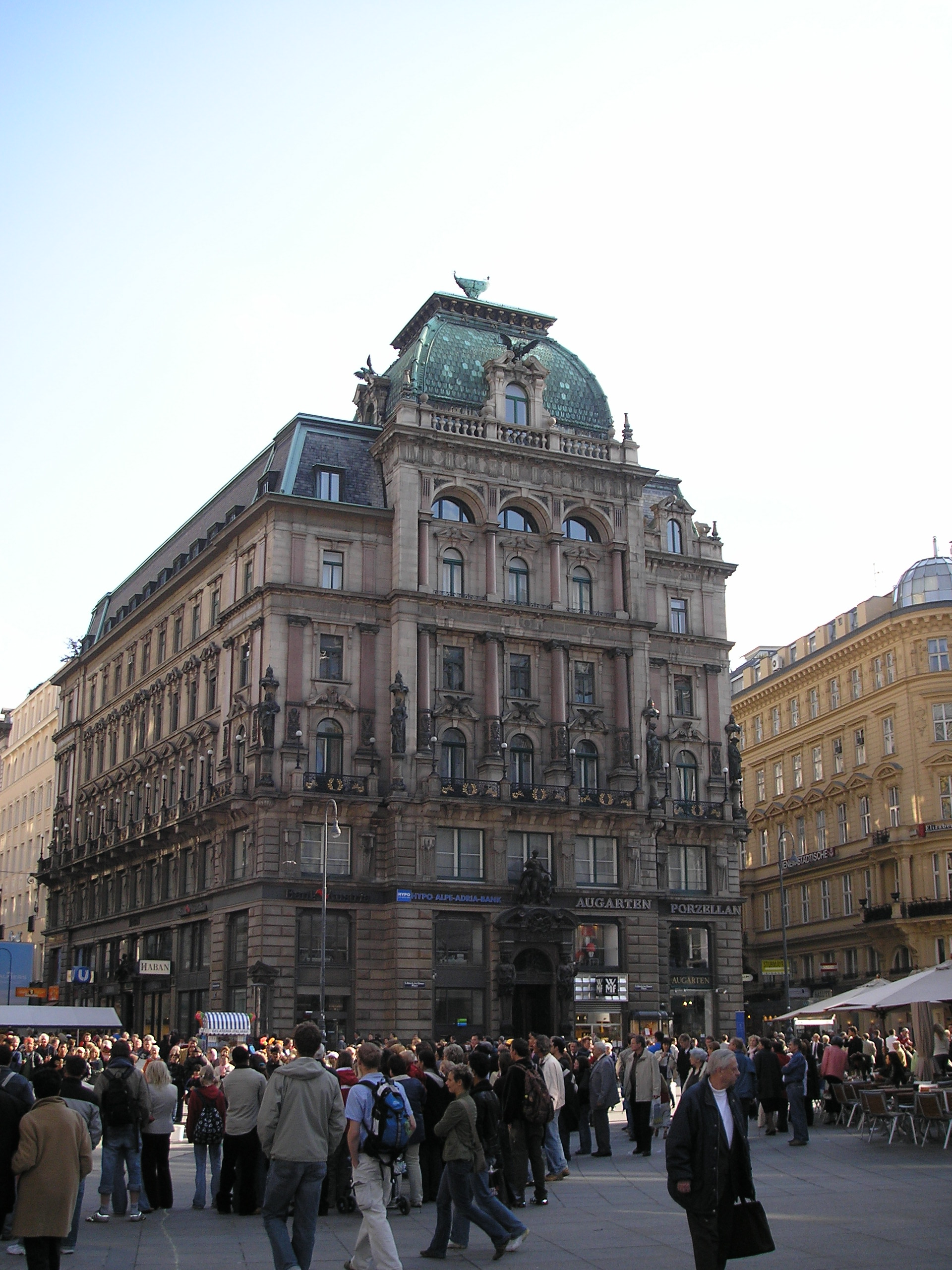
Das Palais Equitable

Andreas Streit (* 15. Juli 1840 in Habendorf bei Reichenberg; † 20. Jänner 1916 in Reichenau an der Rax, Niederösterreich) war ein österreichischer Architekt.
Streit, der Sohn eines Textilfabrikanten, besuchte bis 1857 die Oberrealschule Reichenberg, dann von 1857 bis 1859 das Polytechnikum Prag und von 1859 bis 1861 das Polytechnikum Wien. 1861 studierte er an der Bauschule der königlichen Akademie in München, von 1862 bis 1865 an der Akademie der bildenden Künste Wien (bei Van der Nüll und Siccardsburg). Von 1868 bis 1871 war er Assistent an der Technischen Hochschule Wien, ab 1871 als selbständiger Architekt in Wien tätig.
Streit war ein Vertreter des späten Historismus, einflussreich und in vielen Jurys vertreten. Er war von 1878 bis 1879 Mitgestalter des sogenannten „Makart-Festzuges“ anlässlich der Silbernen Hochzeit des Kaiserpaares und übernahm nach dem Tod seines Freundes Hans Makart 1884 die Vormundschaft über dessen Kinder.
Streit trat auch publizistisch hervor, veröffentlichte Werke über Theaterbauten und  Wolkenformationen (nach ihm benannt sind die sogenannten „Streit’schen Wolken“). Er war zudem einer der Redakteure des vielbändigen Kronprinzenwerks („Die Monarchie in Wort und Bild“).
Streits Bauten waren meist im Stil der Neorenaissance oder des Neobarock gehalten, reich geschmückt und mit repräsentativen Stiegenhäusern ausgestattet (Beispiel: das „Palais Equitable“ in Wien 1, Stock-im-Eisen-Platz 3).

## Weitere Bauten (Auswahl)
- 1874–1975 Miethaus, Wien 3, Rennweg 7–9
- 1872 Hoftrakt des Miethauses Wien 4, Graf Starhemberg-Gasse 24
- 1875 Miethaus, Wien 3, Metternichgasse 11
- 1876–1877 Miethaus, Wien 3, Veithgasse 11
- 1877–1880 Palais Miller-Aichholz, Wien 4, Prinz-Eugen-Straße 36 (ehemals Heugasse, nicht erhalten)
- 1883 Miethaus, Wien 3, Marokkanergasse 16
- 1887–1891 Wohn- u. Geschäftshaus, „Palais Equitable“, Wien 1, Stock-im-Eisen-Platz 3
- 1893 Umbau Villa Katharina Schratt, Wien 13, Gloriettegasse 9
- 1905 Miethaus, Wien 7, Burggasse 60